# Muriendo lento
«Muriendo lento» es una canción en español, que es una adaptación de Slowly (1984) escrita por Benny Andersson y Björn Ulvaeus del grupo ABBA para Frida y su álbum "Shine". En 1993 fue publicada una versión interpretada por Timbiriche y en 2005 otra de Moderatto junto a la cantante y actriz mexicana Belinda.

## Información
Fue el primer sencillo del disco Timbiriche XII (1993) de la banda homónima. Llegó a la primera posición ese año en México y en otros países de América Latina. En 2005 el grupo Moderatto en colaboración con Belinda lanzaron una versión con sonido glam-rock como primer sencillo del disco Detector de metal que alcanzó el sexto lugar en México. 
El tema Slowly también fue grabada por el grupo Gemini para su álbum homónimo (1985). La versión en español fue adaptada por Alex Zepeda y Swedish AB Fontana.
Se considera el último éxito de Timbiriche antes de desintegrarse y es un clásico pop de la década de los noventa. Está incluido en los musicales Timbiriche: el musical (2010) y Verdad o Reto: el musical (2016) con canciones populares de los noventa.

## Video musical

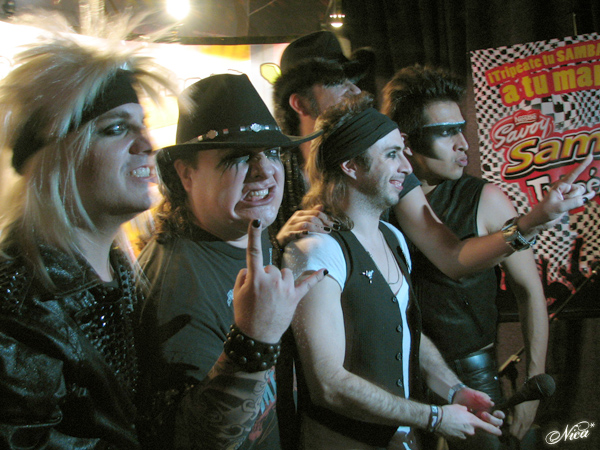
Moderatto.

El video musical fue dirigido por Alejandro Romero, Alfonso Ocejo y Rodrigo Valdés.

### Conteos
| Año  | Lista                              | Posición |
| ---- | ---------------------------------- | -------- |
| 2005 | Los 100 + Pedidos del 2005 (Norte) | 6        |
| 2008 | 15 Años, 150 Videos (Norte)        | 86       |
| 2010 | 10 Años, 100 Videos (Norte)        | 58       |

## Sencillo
Se lanzó un sencillo para las radiofusoras de México, el cual contiene un solo track. La portada muestra al grupo Moderatto en forma animada, de manera que pareciera que están en el infierno, con llamas de fondo.

### Lista de canciones
Promo sencillo
1. Muriendo Lento (Moderatto con Belinda)

## Posicionamiento
| Año  | Listas          | Posición |
| ---- | --------------- | -------- |
| 2005 | México Top 100  | 1        |
| 2005 | Panamá Top 100  | 8        |
| 2005 | Ecuador Top 100 | 3        |

## Premios y nominaciones
2005
- Premios Oye: Canción del Año - Ganador
- Premios Juventud: La Pareja Más Pareja - Nominado
- Premios Pantalla de Cristal: Mejor Animación - Nominado